# Bordj Bou Arreridj (província)
Bordj Bou Arreridj é uma província da Argélia.
Localiza-se a cerca de 200 km de Argel. Possui 34 comunas e 628.475 habitantes (Censo 2008).